# Rhynchospora duckei
Rhynchospora duckei là loài thực vật có hoa trong họ Cói. Loài này được Gross miêu tả khoa học đầu tiên năm 1941.